# Distrito de Südliche Weinstraße
Südliche Weinstraße (en español: Ruta del Vino del Sur) es un distrito situado en el sur de Renania-Palatinado, Alemania.

## Historia
El 27 de mayo de 1832, tuvo lugar en el Castillo de Hambach el conocido como el Festival de Hambach, un acontecimiento que marca el inicio de la democracia alemana.
El distrito se creó el año 1969 como consecuencia de la unión de los distritos de Landau y Bergzabern. Inicialmente el nombre del nuevo distrito fue Landau-Bad Bergzabern pero posteriormente fue renombrado como Südliche Weinstraße el año 1978.
El distrito toma su nombre a partir de la primera ruta turística creada en Alemania en la década de los 30, que se llamó Ruta del vino alemán (Deutsche Weinstraße).

## Localidades
Las localidades y municipios conjuntos (Verbandsgemeinden) que componen el distrito del Südliche Weinstraße son:
| Verbandsgemeinden | Verbandsgemeinden | Verbandsgemeinden |
| --- | --- | --- |
| - 1. Verbandsgemeinde de Annweiler am Trifels 1. Albersweiler 2. Annweiler am Trifels1, 2 3. Dernbach 4. Eußerthal 5. Gossersweiler-Stein 6. Münchweiler am Klingbach 7. Ramberg 8. Rinnthal 9. Silz 10. Völkersweiler 11. Waldhambach 12. Waldrohrbach 13. Wernersberg - 2. Verbandsgemeinde de Bad Bergzabern 1. Bad Bergzabern1, 2 2. Barbelroth 3. Birkenhördt 4. Böllenborn 5. Dierbach 6. Dörrenbach 7. Gleiszellen-Gleishorbach 8. Hergersweiler 9. Kapellen-Drusweiler 10. Kapsweyer 11. Klingenmünster 12. Niederhorbach 13. Niederotterbach 14. Oberhausen 15. Oberotterbach 16. Oberschlettenbach 17. Pleisweiler-Oberhofen 18. Schweigen-Rechtenbach 19. Schweighofen 20. Steinfeld 21. Vorderweidenthal | - 3. Verbandsgemeinde de Edenkoben 1. Altdorf 2. Böbingen 3. Burrweiler 4. Edenkoben1, 2 5. Edesheim 6. Flemlingen 7. Freimersheim 8. Gleisweiler 9. Gommersheim 10. Großfischlingen 11. Hainfeld 12. Kleinfischlingen 13. Rhodt unter Rietburg 14. Roschbach 15. Venningen 16. Weyher in der Pfalz - 4. Verbandsgemeinde de Herxheim 1. Herxheim bei Landau1 2. Herxheimweyher 3. Insheim 4. Rohrbach | - 5. Landau-Land [sede: Landau in der Pfalz] 1. Billigheim-Ingenheim 2. Birkweiler 3. Böchingen 4. Eschbach 5. Frankweiler 6. Göcklingen 7. Heuchelheim-Klingen 8. Ilbesheim bei Landau in der Pfalz 9. Impflingen 10. Knöringen 11. Leinsweiler 12. Ranschbach 13. Siebeldingen 14. Walsheim - 6. Verbandsgemeinde de Maikammer 1. Kirrweiler 2. Maikammer1 3. Sankt Martin - 7. Verbandsgemeinde de Offenbach an der Queich 1. Bornheim 2. Essingen 3. Hochstadt 4. Offenbach an der Queich1 |
| 1Sede de un Verbandsgemeinde. 2Localidad. | | |

- Datos: Q8551
- Multimedia: Landkreis Südliche Weinstraße / Q8551